# Kothigenbibersbach
Kothigenbibersbach is een plaats in de Duitse gemeente Thiersheim, deelstaat Beieren.